# Alicia Keys
Alicia Keys (rođena Alicia J. Augello-Cook, 25. siječnja 1981.) je američka R&B, soul i neo soul pjevačica, tekstopiskinja, pijanistica, glazbena producentica, glumica, redateljica glazbenih spotova, filantrop i autorica. Njezini su se albumi prodali u više od šezdeset i pet milijuna primjeraka diljem svijeta do 2021. godine, a osvojila je i brojne nagrade, uključujući petnaest Grammy nagrada, jedanaest Bilboard Music Awards nagrada i tri American Music Awards nagrade. Izdala je 11 studijskih albuma.

## Rani život
Alicia Keys rođena je u Harlemu, dijelu četvrti Manhattan u New York City, New York. Njena majka Teresa Augello, pravna pomoćnica i glumica, irskog je, škotskog i talijanskog podrijetla, dok je njen otac Craig Cook, stjuard, jamajkanskog podrijetla.
Roditelji su joj se razveli tijekom ranog djetinjstva. Godine 1985. Alicia i skupina djevojčica odigrale su ulogu u epizodi Slumber Party Cosby Showa, kao gošće Rudy Huxtable. Počela je svirati glasovir s navršenih sedam godina, učeći klasična djela skladatelja kao što su Beethoven, Mozart i Chopin.
Alicia je diplomirala na Professional Performing Arts School, prestižnoj školi na Manhattanu, s izuzetnim akademskim postignućima (eng. valedictorian) s navršenih sedamnaest godina. Iako prihvaćena na Sveučilište Columbia, odlučila je odustati od daljnjeg akademskog obrazovanja i razvijati svoju glazbenu karijeru. Potpisala je demougovor s Jermainom Dupriem i njegovom diskografskom kućom So So Def, tada distribuiranom od strane Columbia Recordsa. Sudjelovala je u pisanju i izvođenju skladbe Dah Dee Dah (Sexy Thing), koja se pojavila u blockbusteru Ljudi u crnom, 1997. godine. Ova je skladba postala Alicijina prva profesionalna izvedba; ipak, nikada nije puštena u prodaju kao zaseban singl i njen ugovor s Columbia Recordsom ubrzo je završio. Alicia je kasnije upoznala Clivea Davisa s kojim je potpisala ugovor za ubrzo raspuštenu diskografsku kuću Artista Records. Prateći Davisa u njegovu novoosnovanu J Records diskografsku kuću, snimila je pjesme Rock With U i Rear View Mirror, koje su postale dio filmova kao što su Shaft (2000.) i Dr. Dolittle 2 (2001.). Alicia je zatim objavila svoj debitantski album, Songs in A Minor.

## Glazbena karijera

### 2001. – 2002.: Songs in A Minor
Prodavši više od 235 000 primjeraka u prvom tjednu od objave (više od 50 000 tijekom prvog dana prodaje), Songs in A Minor, u prodaju puštena 5. lipnja 2001. godine, prodala se u više od deset milijuna primjeraka diljem svijeta. Time je uspostavljena Alicijina popularnost unutar i izvan Sjedinjenih Američkih Država, gdje je postala najbolje prodavanim mladim umjetnikom 2001. godine (kao i najbolje prodavanim R&B umjetnikom). Prvi singl na albumu, Fallin', proveo je šest tjedana na vrhu ljestvice Bilboard Hot 100. Alicia je izvela skladbe Someday We'll All Be Free i Piano & I Donnyja Hathawaya na dobrotvornoj priredbi America: A Tribute to Heroes, koja je pratila događaje 11. rujna 2001. godine. Još je jedan singl s albuma Songs in A Minor, naziva A Woman's Worth, dospio na Top 10 skladbi u SAD-u. Alicia i album osvojili su pet Grammyjevih nagrada 2002. godine, uključujući nagradu za Najboljeg novog umjetnika i Pjesmu godine (za pjesmu Fallin'). Kasnije, 22. listopada 2002. godine, Alicia je objavila Remixed & Unplugged in A Minor, ponovno izdanje albuma Songs in A Minor, koji je uključivao osam remix inačica pjesama i sedam unplugged verzija nekih pjesama s njenog debitantskog albuma.
Ocjene albuma su većinom bile pozitivne. Alicijin rad sličio je onima soul pjevača 1970-ih, poput Curtisa Mayfielda, Marvina Gayea i Stevieja Wondera, uz hip-hop utjecaje poput onih prisutnih u neo soul umjetnika kao što su Lauryn Hill, Erykah Badu i D'Angelo.
U to doba, Alicia je napisala, producirala, odsvirala na glasoviru i otpjevala pozadinske vokale pjesme Impossible Christine Aguilere, s njenog kasnijeg albuma Stripped iz 2002. godine. Dana 28. lipnja 2011. izdala je Songs in A Minor: 10th Anniversary Edition na kojemu se nalaze sve pjesme prvotno s albuma, uz If I Was Your Woman s albuma The Diary of Alicia Keys.

### 2003. – 2006.: The Diary of Alicia Keys i Unplugged
Alicia je svoj debitantski album popratila albumom The Diary of Alicia Keys, koji je u prodaju pušten 2. prosinca 2003. godine. Ocjenjivači su album nahvalili, a kao takav se popeo se na vrh ljestvica u SAD-u, prodavši preko 618 000 primjeraka u prvom tjednu od objave, postavši šesti najbolje prodavan ženski album i drugi najbolje prodavan ženski R&B album. Do danas se prodao u devet milijuna primjeraka diljem svijeta. Pjesme poput You Don't Know My Name i If I Ain't Got You našle su se među prvih pet mjesta na Billboard Hot 100 ljestvici, a još jedna pjesma, Diary, našla se u prvih deset. Klasična pjesma s hip hop primjesama, Karma, bila je manje uspješna na Billboard ljestvici, postigavši dvadeseto mjesto, no postigla je uspješnije mjesto na Top 40 Mainstream ljestvici, zauzevši treće mjesto. If I Ain't Got You postala je prva pjesma ženske izvođačice koja je na šezdesetrogodišnjoj Billboard Hot R&B/Hip-Hop Songs ljestvici ostala dulje od godinu dana, nadmašivši pjesmu Mary J. Blige Your Child (s rekordom od 49 tjedana). Alicia je 2004. godine proglašena najbolje prodavanom R&B izvođačicom godine.
Na dodjeli nagrada MTV Video Music Awards, Alicia je osvojila nagradu Najbolji R&B video za pjesmu If I Ain't Got You te s Lennyjem Kravitzom i Steviejem Wonderom izvela Wonderovu pjesmu Higher Ground. Naredne 2005. godine, osvojila je MTV-jevu nagradu Najbolji R&B video za pjesmu Karma. Na dodjeli Grammy nagrada 2005. godine, izvela je drugu skladbu s albuma, If I Ain't Got You, a zatim se pridružila Jamieju Foxxu i Quincyju Jonesu u izvođenju skladbe Georgia on My Mind Hoagyja Carmichaela, koju je proslavio Ray Charles 1960. godine. Te večeri, osvojila je četiri nagrade Grammyja: Najbolji R&B album (The Diary of Alicia Keys), Najbolja ženska R&B vokalna izvedba (If I Ain't Got You), Najbolja R&B pjesma (You Don't Know My Name) i Najbolja R&B duet izvedba (My Boo s Usherom). Iste je večeri bila nominirana u još četiri kategorije.
Alicia je izvela i snimila svoje izvedbe MTV Unplugged emisije 14. lipnja 2005. godine u Brooklyn Academy of Music. Tijekom ove izvedbe uživo, Alicia je dodala sasvim nove aranžmane svojim pjesmama kao što su A Woman's Worth i Heartburn. Dio publike uključivao je i njene gostujuće izvođače; surađivala je s reperima poput Commona i Mos Defa na pjesmi Love It or Leave It Alone, reggae umjetnikom Damianom Marleyjem na pjesmi Welcome to Jamrock i Adamom Levineom, pjevačem grupe Maroon 5, na preradi pjesme Wild Horse The Rolling Stonesa.
Uz preradu pjesme Every Little Bit Hurts, koju su prethodno izvele pjevačice kao što su Aretha Franklin i Brenda Holloway, Alicia je premijerno izvela dvije nove pjesme: Stolen Moments i Unbreakable. Pjesmu Stolen Moment je napisala u suradnji s s producentom Lamontom Greenom. Unbreakable, vodeća pjesma albuma, postigla je četvrto mjesto na Billboard Hot R&B/Hip-Hop Songs ljestvici te 34. na Hot 100 ljestvici. Veći uspjeh postiže na Billboard Hot Adult R&B Airplay ljestvici, gdje je 2005. godine ostala na samom vrhu 11 tjedana. Izvedba je distribuirana na CD-u i DVD-u od 11. listopada 2005. godine. Poznat jednostavno kao Unplugged, album je dosegnuo prvo mjesto na U.S. Billboard 200 ljestvici s 196 000 prodanih primjeraka tijekom prvog tjedna prodaje. Dosad, album se prodao u milijun primjeraka u Sjedinjenim Američkim Državama te u dva milijuna primjeraka diljem svijeta. Alicijina Unplugged verzija najuspješniji je debitantski album za jedan MTV Unplugged album od Nirvaninog albuma MTV Unplugged in New York 1994. godine te prvi Unplugged album ženske izvođačice koji je debitirao na prvom mjestu. Nominiran je za četiri Grammy nagrade 2006. godine: Najbolja ženska R&B vokalna izvedba (Unbreakable), Najbolja tradicionalna R&B vokalna izvedba (If I Was Your Woman), Najbolja R&B pjesma (Unbreakable) i Najbolji R&B album. Istovremeno, osvojio je tri NAACP Image Awards nagrade: za Izvrsnu žensku izvođačicu, Izvrsnu pjesmu (Unbreakable) i Izvrstan glazbeni video (Unbreakable).

### 2007. – 2008.: As I Am
Od kasnijeg dijela 2006. godine, Alicia je radila na svom trećem studio albumu, As I Am, što je potvrđeno u intervjuu na crvenom tepihu dodjele nagrade BET Awards, 26. lipnja 2007. godine. Album je u prodaju pušten 13. studenog 2007. godine. Alicia je izjavila MTV-u o albumu: »Nevjerojatno dobro napreduje. Zaljubljena sam u ovaj album. Veoma je svjež i nov.« Časopis Rolling Stone u prosincu 2005. godine prenio je kako će Alicia i njen dugogodišnji suradnik i tekstopisac Kerry „Krucial” Brothers ozbiljno započeti s radom na novom albumu u kasnijoj polovici 2006. godine.
As I Am dostigao je prvo mjesto na Billboard 200 ljestvici s prodanih 742 000 primjeraka u prvom tjednu prodaje, čime je album stekao naslov najbolje prodavanog u jednom tjednu te najbolje prodavanog u Alicijinoj karijeri, dok je Alicia dobila naslov najbolje prodavane izvođačice u prvom tjednu od albuma Nore Jones Feels Like Home iz 2004. godine. Ovakav uspjeh izjednačio je Aliciu s Britney Spears po uzastopnim prvim mjestima debitantskih albuma na Billboard 200 ljestvici. Istovremeno, album je debitirao na prvom mjestu United World Chart ljestvici prodavši se u 876 000 primjeraka. Otada se As I Am prodao u više od milijun primjeraka u dva tjedna svog debitiranja, prodavši 510 000 primjeraka u drugom tjednu. Vodeća pjesma No One debitirala je na sedamdeset i prvom mjestu Billboard Hot 100 ljestvice, gdje je otad dostigla prvo mjesto, postavši Alicijina treća pjesma koja je dosegnula prvo mjesto te ljestvice te je istovremeno postala njena peta pjesma koja je dosegnula prvo mjesto na Hot R&B/Hip-Hop Songs ljestvici. Druga pjesma albuma, Like You'll Never See Me Again, nedavno je puštena u javnost.
Alicia je otpjevala završni dio pjesme Johna Mayera Gravity na njegovom albumu Continuum i u iznenadnom pojavljivanju tijekom Mayerovog rasprodanog koncerta na Madison Square Gardenu 28. veljače 2007. godine.
Alicia je otvorila novi studio u Long Islandu, New York, nazvan The Oven Studios, čija je suvlasnica s njenim suradnikom i tekstopiscem Kerryjem Brothersom. Studio je dizajnirao poznati arhitekt John Storyk, dizajner studia Electric Lady Studios Jimija Hendrixa. Alicia i Kerry suosnivači su KrucialKeys Enterprisesa, produkcijskog i tekstopisačkog tima koji je pomogao Alici u stvaranju njenih albuma te pomagao stvarati pjesme za još neke glazbene umjetnike.

### 2009. – 2011.: The Element of Freedom
Godine 2009. Keys je napisala i producirala pjesmu Million Dollar Bill s producentom Swizz Beatzom. Beatz je kasnije izjavio da su on i Alicia u vezi. Kasnije te godine s Jay Z-em izdaje vrlo uspješan singl Empire State of Mind, koji je debitirao na br. 4 Billboard Hot 100 te kasnije dobio i Grammyja za najbolju rap pjesmu i za najbolju rap suradnju. Sa španjolskim glazbenikom Alejandrom Sanzom snima pjesmu Looking for Paradise. Pjesma je imala vrlo dobar uspjeh, debitiravši na br. 1 na Billboard Hot Latin Songs.
Dana 11. prosinca 2009., u izdanju J Recordsa Alicia Keys objavljuje četvrti studijski album The Element of Freedom. Album se prodao u 417 000 primjeraka te debitirao na br. 2 na Billboard 200. S albuma je skinuto šest singlova: Doesn't Mean Anything, Try Sleeping with a Broken Heart, Put It in a Love Song (s Beyoncé Knowles), Empire State of Mind (Part II) Broken Down, Un-Thinkable (I'm Ready) s Drakeom te Wait Til You See My Smile. Svi singlovi su bili uspješni.
Godine 2010. Keys i Beatz su se vjenčali, a u listopadu dobili prvo dijete kojeg su nazvali Egypt Daoud Ibarr Dean.

### 2012. – danas: Girl on Fire
Alicia je 27. studenog 2012. izdala svoj peti album Girl On Fire, u izdanju RCA Recordsa. Prvi singl, Girl on Fire, debitirao je na br. 11 na Billboard Hot 100, postavši prvi Alicijin top 2 singl nakon Like You'll Never See Me Again 2007. U studenom je izdan i drugi singl s albuma, Brand New Me. Brand New Me je napisala glazbenica Emeli Sande. Kasnije su izdana još dva singla za promociju, New Day i Not Even the King.
Godine 2013. izdala je CD/DVD album uživo VH1 Storytellers i surađivala s glazbenicom Giorgijom na pjesmi I Will Pray. Godine 2014. izdan je Alicijin novi singl It's on Again u kojem pjeva Kendrick Lamar.
U srpnju 2014. na Alicijinu i Swizzevu četvrtu godišnjicu braka, Alicia je izjavila kako je trudna s drugim djetetom. Trenutno radi na novom albumu.
Godine 2016. nastupala je na početku ceremonije finala Lige prvaka.

## Diskografija

### Studijski albumi
- 2001.: Songs in A Minor
- 2003.: The Diary of Alicia Keys
- 2007.: As I Am
- 2009.: The Element of Freedom
- 2012.: Girl on Fire
- 2016.: Here

## Film i televizijska karijera
Tijekom ranih 2000-ih godina, Alicia je imala manja pojavljivanja u televizijskim serijama kao što su Čarobnice i American Dreams. U ranom listopadu 2006. godine posudila je glas Mommy Martian u epizodi Mission to Mars dječje televizijske serije The Backyardigans, gdje je otpjevala pjesmu Almost Everything Is Boinga Here. Alicia se pojavila kao gost i u epizodi One Man Is an Island dramske serije Cane.
Alicija se tijekom ranijeg dijela 2007. godine pojavila u kriminalističkom filmu Smokin' Aces, gdje je utjelovila lik ubojice Georgie Sykes uz Bena Afflecka, Raya Liotte, Commona, Andyja Garcie, Taraji P. Henson, Jeremyja Pivena i Ryana Reynoldsa. Alicia je primila značajne pohvale kolega glumaca s filma; Reynolds je izjavio kako Alicia ima „urođenu” glumačku sposobnost i kako je iznenađen da nije nastupila u nekim prijašnjim filmovima.
Alicia je zaradila daljnje pohvale u njenom drugom filmskom pojavljivanju, u filmu The Nanny Diaries temeljenom na istoimenom romanu Emme McLaughlin i Nicole Kraus. Film je u kina izašao 24. kolovoza 2007. godine, a u njemu glumi uz Scarlett Johansson i Chrisa Evansa.
Alicia i njen dugogodišnji menadžer Jeff Robinson potpisali su ugovor radi razvijanja igranih filmova i animacijskih projekata s Disneyjem. Njihov prvi film, remake verzija komedije Bell, Book and Candle iz 1958. godine, u glavnoj ulozi ima Aliciu kao vješticu koja čara ljubavnu čaroliju kako bi privukla zaručnika protivnice. Alicia i Jeff također su osnovali televizijsku produkcijsku kuću imena Big Pita. Njihov prvi projekt bio je televizijska serija CW Networka inspirirana Alicinim iskustvima odrastanja kao mulat u New Yorku. Alicia i Jeff izjavili su kako će u njihovoj producentskoj kući razvijati igrane i animacijske projekte te da će Alicia sudjelovati kao producentica, glumica i upraviteljica glazbe.
Alicia je nastupila u filmskoj adaptaciji bestselera The Secret Life of Bees Sue Monk Kidd, uz Jennifer Hudson i Queen Latifah.
Alicia će također igrati ulogu Philippe Schuyler u nadolazećem filmu naslova Composition in Black and White. Temelji se na biografskoj knjizi iz 1995. godine Kathryn Talalay i prati priču Philippe Schuyler. Film će pričati tešku priču o Schuylerovoj kontroverznoj karijeri, neobičnoj vezi s njenom majkom, crnačkoj zajednici, njenoj drugoj karijeri spisateljice i smrti u helikopterskoj nesreći. »Njena je priča jako duboka – odnos koji ima s majkom postaje toliko napet da odlučuje otići u Europu predstavljajući se kao Španjolka kako bi mogla pjevati i živjeti normalniji život«, izjavila je Alicia.

## Filantropija
Uz svoju glazbenu karijeru, Alicia je i filantrop. Glasnogovornica je neprofitne organizacije Keep a Child Alive koja se bavi osiguranjem lijekova protiv AIDS-a djeci i obiteljima sa sidom u Africi. Alicia i vodeći pjevač grupe U2, Bono snimili su preradu pjesme Petera Gabriela i Kate Bush, Don't Give Up, povodom Svjetskog dana borbe protiv AIDS-a. Njihova verzija pjesme preimenovana je u Don't Give Up (Africa), kako bi pokazali svoju potporu u podizanja svijesti o ljudima koji žive sa sidom te dvadeset i pet milijuna Afrikanaca koji žive s bolešću.
Alicia je posjetila afričke zemlje poput Ugande, Kenije i Južnoafričke Republike radi promicanja pružanja njege djeci zaraženoj HIV-om. Sudjelovala je u četverodnevnom posjetu Masaki, Uganda, 10. travnja 2006. godine, kako bi poduprijela borbu protiv side i pružila tračak nade obiteljima i djeci devastiranima bolešću. Alicia je posjetila mjesta koja su potpomognuta od strane organizacije i, prema navodima KACA-e, »donijela je snimke natrag kući kako bi američku javnost ohrabrila da i ona pomogne«. Tijekom njenog posjeta, filmska ekipa pratila je i dokumentirala napredak ustanova za američke vijesti.
Alicia je također glasnogovornica organizacije Frum tha Ground Up, dobrotvornog društva koje je posvećeno inspiriranju, ohrabrivanju i motiviranju američke mladeži da uspiju u svakom dijelu svoga života. Alicia je također sudjelovala u ostalim humanitarnim priredbama u 2005. godini nastupajući na nekoliko jedinstvenih koncerata i televizijskih emisija. 2. srpnja, Alicia je nastupila u Philadelphiji, Pennsylvania, kao dio Live 8 koncerta organiziranog diljem svijeta. Misija koncerta bila je podizanje svijesti o neprekidnom siromaštvu u Africi i pritisak na vođe G8 radi udvostručivanja pomoći, prekidanju dugova i dovođenju trgovinske pravde Africi. U kolovozu 2005. godine, Alicia je nastupila na dobrotvornom programu ReAct Now: Music & Relief, prikazanom na glazbenim programima radi prikupljanja novca za žrtve uragana Katrine. Sljedećeg mjeseca, Alicia je nastupila na još jednom dobrotvornom koncertu za žrtve uragana Katrine, Shelter from the Storm: A Concert for the Gulf Coast.
Alicia je počasna članica sestrinstva zvanog Alpha Kappa Alpha.
Dana 7. srpnja 2007. godine Alicia i Keith Urban izveli su hit Rolling Stonesa Gimme Shelter iz 1969. godine na Giants Stadiumu u East Rutherfordu, New Yersey tijekom Live Earth koncerata.
Alicia je također prisustvovala na koncertu tijekom dodjele Nobelove nagrade mira u Oslu, Norveška, 11. prosinca 2007. godine, zajedno s raznovrsnim glazbenicima.

## Vanjske poveznice
- Službena stranica  Arhivirana inačica izvorne stranice od 12. prosinca 2009. (Wayback Machine)